# Павели (Фиренца)
Павели је насеље у Италији у округу Фиренца, региону Тоскана.
Према процени из 2011. у насељу је живело 22 становника. Насеље се налази на надморској висини од 260 м.